# Euler-Tschebyschow-Verfahren
Das Euler-Tschebyschow-Verfahren (nach Leonhard Euler und Pafnuti Lwowitsch Tschebyschow; auch Verfahren der berührenden Parabeln) bezeichnet in der Numerischen Mathematik ein iteratives Verfahren zum Lösen nichtlinearer Gleichungen. Es ist vergleichbar mit dem Newton-Verfahren, hat jedoch die Konvergenzordnung 3. 

## Beschreibung
Hat man eine nichtlineare Gleichung in Nullstellenform
{\displaystyle F(x)=0} einer Funktion {\displaystyle F:D\subset \mathbb {R} ^{n}\to \mathbb {R} ^{n}}
und einen hinreichend guten Startwert {\displaystyle x_{0}}, so erhält man über eine näherungsweise Berechnung der Nullstelle der abgebrochenen Taylorentwicklung
{\displaystyle 0=F(x_{k})+F'(x_{k})(x-x_{k})+{\frac {1}{2}}F''(x_{k})(x-x_{k})^{2}}
in jedem Schritt das folgende Verfahren. Die genaue Herleitung des Verfahrens ist in Halley-Verfahren im Abschnitt zum mehrdimensionalen Fall beschrieben.

## Algorithmus
1. Wähle einen Startwert {\displaystyle x_{0}\in \mathbb {R} ^{n}}, ein {\displaystyle \varepsilon >0}, {\displaystyle N\in \mathbb {N} }, setze {\displaystyle k=0}
  1. Falls {\displaystyle \|F(x_{k})\|<\varepsilon } oder {\displaystyle k>N} Stopp
  2. Löse :{\displaystyle F'(x_{k})s_{k}=-F(x_{k})}, (Newton-Schritt)
  3. Löse :{\displaystyle F'(x_{k})t_{k}=-{\frac {1}{2}}F''(x_{k})(s_{k},s_{k})}, (quadratische Korrektur)
  4. Setze {\displaystyle x_{k+1}=x_{k}+s_{k}+t_{k}}, {\displaystyle k=k+1}

## Eigenschaften
Offenbar benötigt man im Gegensatz zum Newton-Verfahren die 2. Ableitung der Funktion. Die Erhöhung der Konvergenzordnung lohnt sich also nur, wenn die Berechnung der 2. Ableitung im Vergleich mit der Berechnung von Funktionswert und erster Ableitung leicht ist. Über andere Näherungen der Nullstelle der Taylorentwicklung erhält man andere Verfahren. Ein Beispiel dafür wäre das Halley-Verfahren.

## Beispiel
Als einfaches eindimensionales Beispiel soll die Berechnung der Nullstelle von {\displaystyle f(x)=x+e^{x}} mit dem Startwert 0 genommen werden. Die erste Ableitung ist {\displaystyle f'(x)=1+e^{x}} die zweite Ableitung {\displaystyle f''(x)=e^{x}}
- Schritt 1
  - {\displaystyle f(0)=1}, {\displaystyle f'(0)=2}, {\displaystyle f''(0)=1}
  - {\displaystyle s_{0}=-{\frac {f(0)}{f'(0)}}=-0{,}5}
  - {\displaystyle t_{0}=-{\frac {1}{2}}\cdot {\frac {f''(0)\cdot s_{0}^{2}}{f'(0)}}=-0{,}0625}
  - {\displaystyle x_{1}=x_{0}+s_{0}+t_{0}=-0{,}5625}
- Schritt 2
  - {\displaystyle f(-0{,}5625)=0{,}0073}, {\displaystyle f'(-0{,}5625)=1{,}5698}, {\displaystyle f''(-0{,}5625)=0{,}5698}
  - {\displaystyle s_{1}=-{\frac {f(-0{,}5625)}{f'(-0{,}5625)}}=-0{,}0046}
  - {\displaystyle t_{1}=-{\frac {1}{2}}\cdot {\frac {f''(-0{,}5625)\cdot s_{1}^{2}}{f'(-0{,}5625)}}=-3{,}9063\cdot 10^{-6}}
  - {\displaystyle x_{2}=x_{1}+s_{1}+t_{1}=-0{,}5671}

Nach dem 2. Schritt erhält man als Funktionswert {\displaystyle f(-0{,}5671)=8{,}3450\cdot 10^{-10}} und kann abbrechen.